# Podoscirtodes couloni
Podoscirtodes couloni är en insektsart som först beskrevs av Henri Saussure 1874.  Podoscirtodes couloni ingår i släktet Podoscirtodes och familjen syrsor. Inga underarter finns listade i Catalogue of Life.